# Брадли Џанкшон (Флорида)
Брадли Џанкшон (енгл. Bradley Junction) насељено је место без административног статуса у америчкој савезној држави Флорида.

## Демографија
По попису из 2010. године број становника је 686.
| Група             | 2000.    | 2010.       |
| Белци             | 0 (0,0%) | 396 (57,7%) |
| Афроамериканци    | 0 (0,0%) | 228 (33,2%) |
| Азијати           | 0 (0,0%) | 4 (0,6%)    |
| Хиспаноамериканци | 0 (0,0%) | 47 (6,9%)   |
| Укупно            | 0        | 686         |